# Ястребки (Московская область)
Ястребки́ — деревня в Одинцовском районе Московской области России; входит в сельском поселении Никольское (ранее Шараповский сельский округ). Население (2006) — официально зарегистрированных 47 человек. По переписи 1989 года — 30 дворов и 54 человека.
Деревня расположена в 55 км к западу от Москвы, на Смоленско-Московской возвышенности. Деревня расположена на шоссе, соединяющем деревни Часцы и Шарапово. Платформа Ястребки Большого кольца МЖД расположена недалеко от деревни.

## Название
Издревле в этом районе существовал Успенский погост, на котором звенигородские князья собирали дани и подати с окрестного населения. Позже, рядом с ним, выросло поселение ястребятников(люди, отвечавшие за организацию и проведение ястребиной охоты). Это место, до сих пор окружённое большими лесами, выбрали не случайно. Гнёзда ястребов тщательно прячутся в гуще леса. Княжеская и царская охота делятся на несколько частей. В отличие от соколиной, где соколы высматривают добычу с высоты, плавно описывая широкие круги, ястребы подстерегают добычу, прячась в густой листве, или быстро несутся вдоль кромки леса, делая стремительные повороты и неожиданно налетая на свою жертву, не успевающую заметить опасность. Из-за устройства деревни ястребятников, выросшая из этого поселения деревня, и взяла своё название.

## История и владельцы

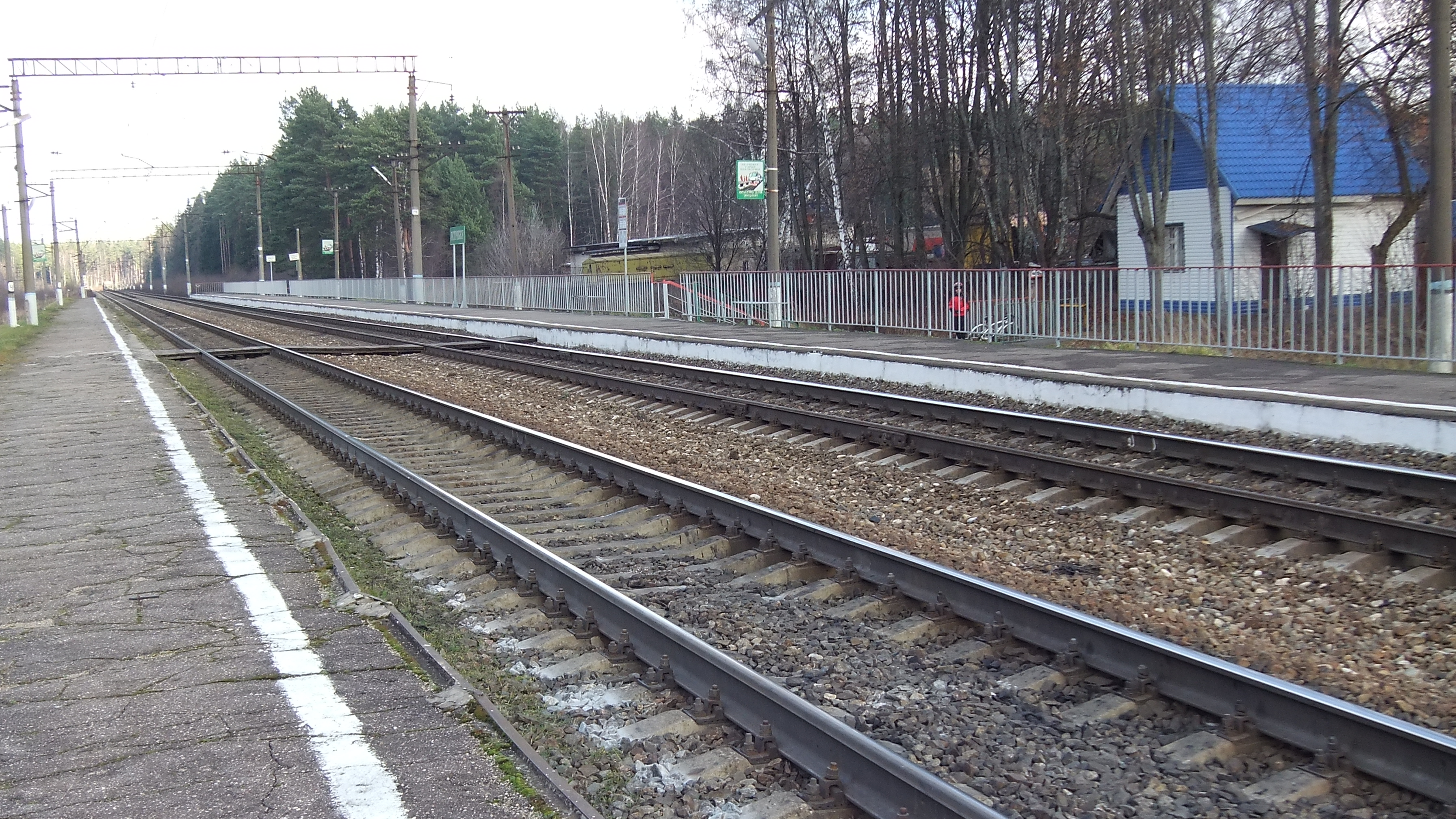
Железнодорожная платформа рядом с деревней Ястребки

В 1786 году деревня принадлежала коллежской советнице Наталье Никитичне Евреиновой (урождённой Лопухиной). В деревне тогда числилось 35 ревизских душ.
В конце XVIII века деревня принадлежала майорше Елизавете Семёновне Петровой. Деревня состояла из пяти дворов, где проживало 33 души мужского и 27 женского пола. На суходоле стоял одноэтажный деревянный господский дом с хозяйскими службами. Из 150 десятин владения, 120 десятин, занимал лес. Крестьяне работали на барщине и находились «в бедном состоянии».
К 1852 г. деревня принадлежала штабс-капитану Александру Павловичу Грушецкому, из дворянского рода Грушецких. К тому времени в ней значилось 10 дворов, в которых жили 71 душа мужского и 77 женского пола.
В 1890 г. усадьбу приобрела госпожа Дювернуа. Её муж, Александр Львович Дювернуа, больше известен в Болгарии и Чехии. Он был выпускником, а затем профессором и преподавателем Московского университета, известен своими классическими работами в области истории, археологии, сравнительного языкознания; автор «Словаря новоболгарского языка по памятникам народной словесности и произведениям новейшей печати», который до сих пор остается в Болгарии эталоном языкового словаря. Свои последние годы жизни он проводил в Ястребках, в усадьбе, которая отмечена в документах, как «небольшая дача, около 50 десятин земли». Здесь же, на каникулах, заболел его младший и любимый сын, Борис, который, так и не оправившись, здесь же и скончался. Не выдержав этого, заболел и сам Дювернуа, и его болезнь так же привела к кончине.
По данным 1926 г. в селе числилось 23 двора и 104 человека (43 мужчины и 61 женщина), а по сведениям переписи 1989 г. в Ястребках насчитывалось 30 дворов и 54 человека постоянного населения.
В 2020 году рядом с деревней открыто крупное Ястребковское кладбище, находящееся в управлении ГБУ г. Москвы «Ритуал».

## Памятники
Деревянный одноэтажный господский дом со службами (кон. XVIII в., не сохр.).

## Флора
Липовый усадебный парк (сохранился частично).